# Rue du Colonel-Colonna-d'Ornano
La rue du Colonel-Colonna-d'Ornano est une voie du 15e arrondissement de Paris, en France.

## Situation et accès
La rue du Colonel-Colonna-d'Ornano est une voie publique située dans le 15e arrondissement de Paris. Elle débute au 12, rue François-Bonvin, passe par un immeuble privé et se termine aux 12-17, villa Poirier.
Cette rue, qui comporte seulement deux numéros d'adresse, est entièrement piétonne, arborée et découpée de plates-bandes et pelouses ; pour le promeneur non averti, elle a plutôt l'aspect d'un square que celui d'une rue.

## Origine du nom

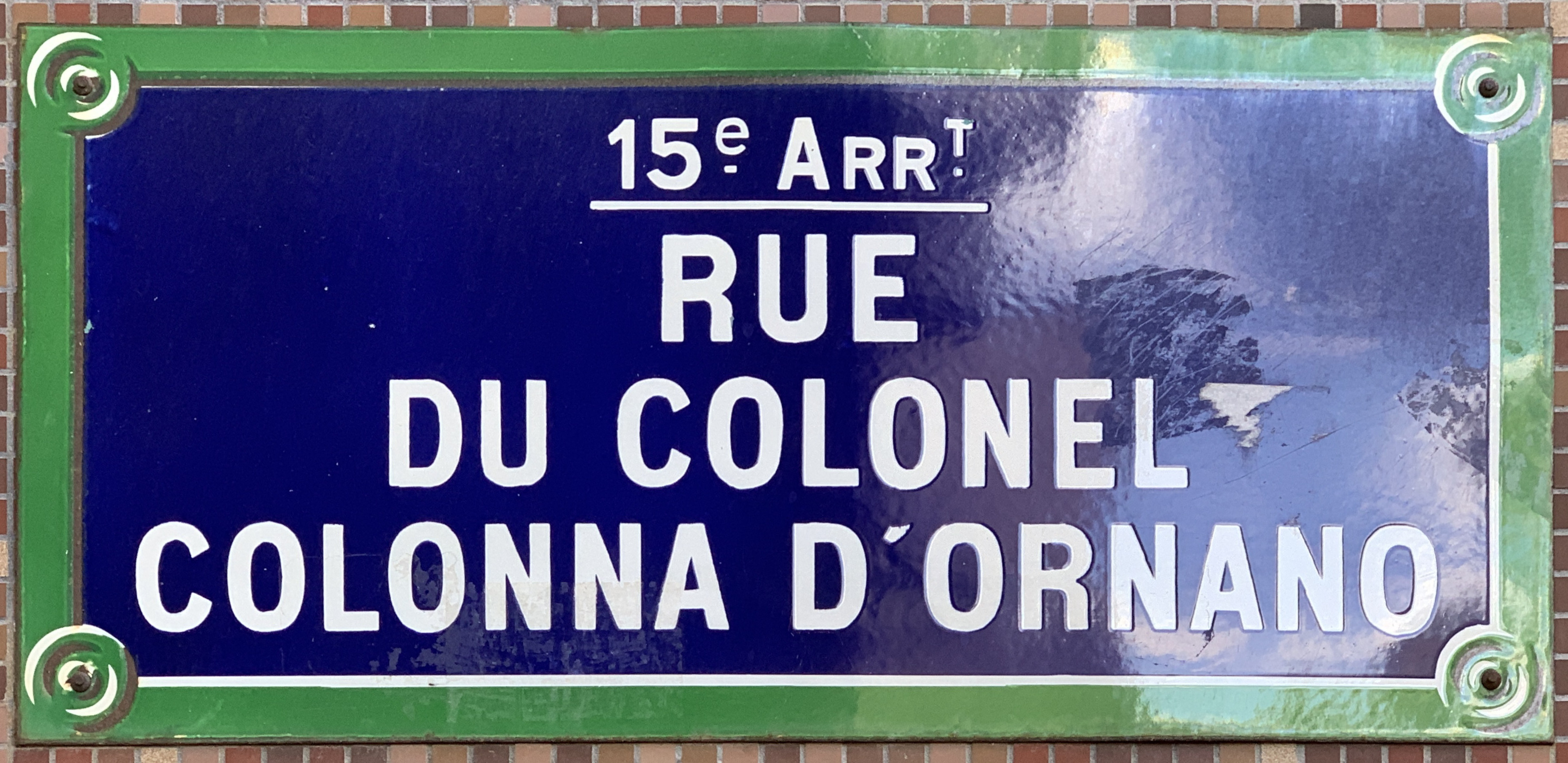
Plaque de la rue.

Elle porte le nom du colonel Jean Colonna d'Ornano (1895-1941), héros de la Première  et de la Seconde Guerre mondiale.

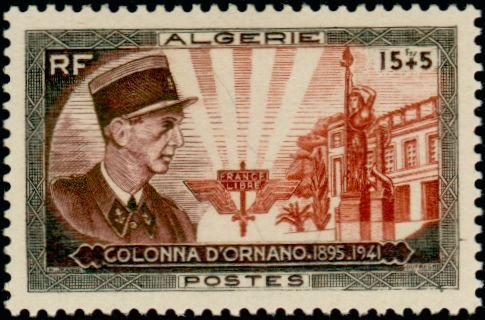
Timbre émis en Algérie en 1951

## Historique
La rue est créée sous le nom provisoire de « voie AJ/15 » et prend sa dénomination actuelle le 30 août 1978. 
Cette rue se trouve sur les terrains de l'ancienne maison de campagne du XVIIIe siècle, appelée « La  Folie », qui se trouvait à la frontière de Vaugirard entre les rues Miollis et Lecourbe,.